# Kirchbichl
Kirchbichl è un comune austriaco di 5 631 abitanti nel distretto di Kufstein, in Tirolo.
Qui nacque il politico italiano Flaminio Piccoli.